# Чауи
Чауи — одно из четырёх племён народа пауни, вместе с киткехахки и питахауират относились к южной группе. Были известны как великие пауни.

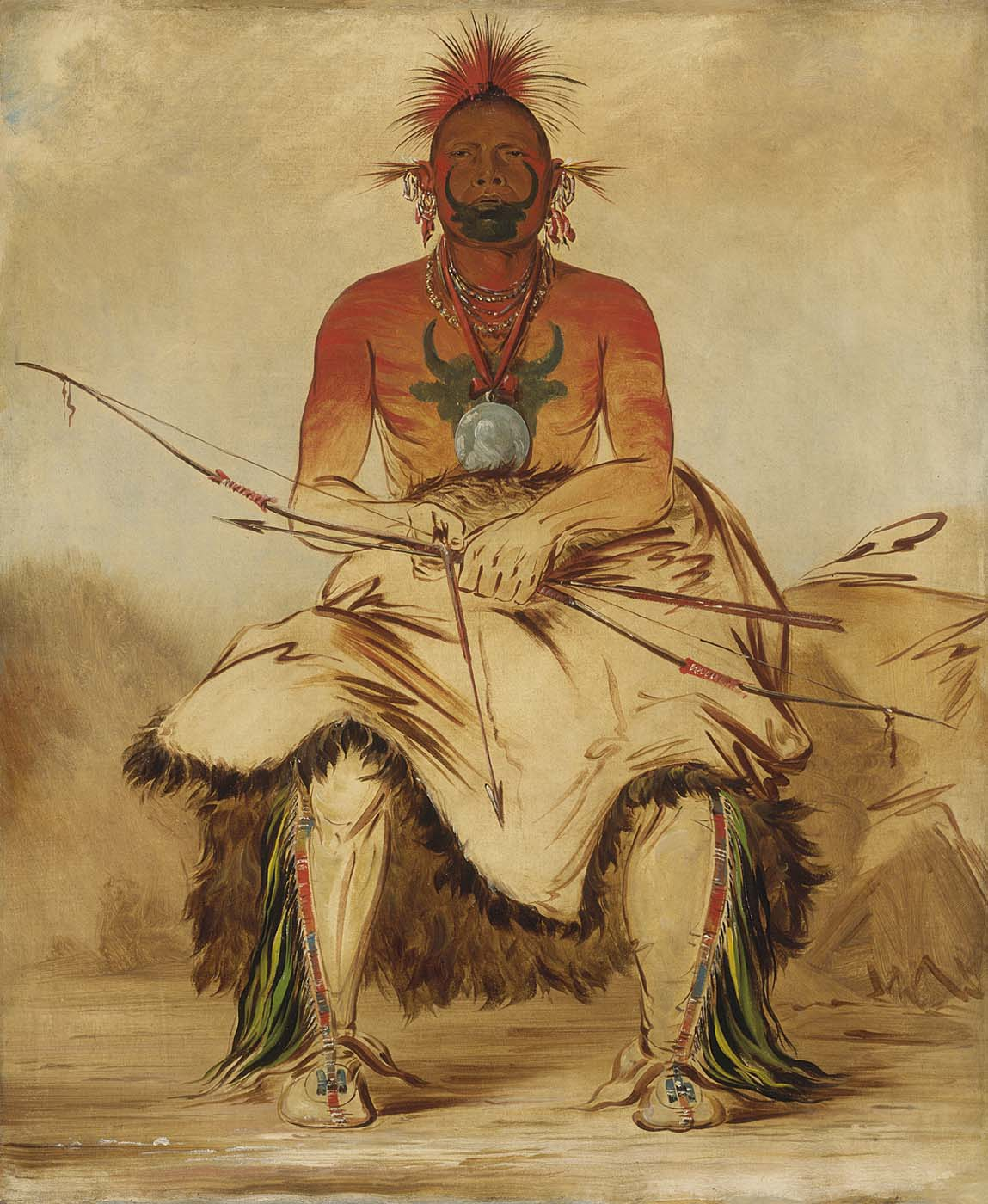
Ла-доо-ке-а, воин чауи-пауни, художник Джордж Кэтлин

## История
Название племени переводится как Просящие Маиса. Среди всех племён пауни занимали ведущую роль, именно вождь чауи в договорах с правительством США первым ставил свою подпись. Их деревни находились в центре южной группы, к востоку от них жили питахауират, на западе киткехахки. 
В начале 1830-х годов американцы переселили остатки восточных племен на Индейскую территорию, к западу от реки Миссури. Делавары и шауни, таким образом, переселились в восточный Канзас; и эти индейцы посылали на равнины охотничьи отряды, где они иногда сталкивались с пауни. В 1832 году чауи перебили охотничий отряд делаваров. Вождь делаваров организовал военный отряд и отправился к деревне чауи, которая находилась на  южном берегу реки Платт около Кларк-Бридж. Делавары сожгли деревню полностью. Чауи пришлось заново восстанавливать своё поселение. Война продолжилась до 1833 года, после чего, племена заключили мир.
В 1857 году были переселены в резервацию на реке Луп, а в 1874-м на Индейскую территорию, где, вместе с другими племенами пауни, проживают и поныне.

## Численность
В 1806 году Зебулон Пайк определил численность племени вместе с питахауират в 3120 человек, Генри Аткинсон в 1825-м в 5500 (вновь вместе с питахауират), в дальнейшем войны и эпидемии сокращали племя: 1781 чел. (1840 г.), 759 чел. (1872 г.), 200 чел (1938 г.).